# Getal van Stanton
Het getal van Stanton is een dimensieloos getal dat de verhouding tussen warmteoverdracht en warmtecapaciteit weergeeft.
{\displaystyle St={\lambda  \over C_{p}\rho V}}
of
{\displaystyle St={Nu \over Pe}={Nu \over RePr}}
λ = Warmteoverdrachtscoëfficiënt [W K−1 m−2]
Cp = Warmtecapaciteit bij constante druk [J K−1 kg−1]
ρ = Dichtheid [kg m−3]
V = Snelheid [m s−1]
Nu = Getal van Nusselt [-]
Re = Reynoldsgetal [-]
Pe = Getal van Peclet [-]
Pr = Getal van Prandtl [-]
Het getal is genoemd naar Sir Thomas Edward Stanton (1865-1931).
Archimedes ·
Atwood ·
Bagnold ·
Bejan ·
Biot ·
Bond ·
Brinkman ·
capillair getal ·
Cauchy ·
Damköhler ·
Darcy ·
Dean ·
Deborah ·
Eckert ·
Ekman ·
Eötvös ·
Euler ·
Froude ·
Galilei ·
Graetz ·
Grashof ·
Görtler ·
Hagen ·
Iribarren ·
Keulegan-Carpenter ·
Knudsen ·
Laplace ·
Lewis ·
Mach ·
Marangoni ·
Morton ·
Nusselt ·
Ohnesorge ·
Péclet ·
Prandtl ·
Rayleigh ·
Reynolds ·
Richardson ·
Roshko ·
Rossby ·
Rouse ·
Schmidt ·
Sherwood ·
Shields ·
Stanton ·
Stokes ·
Strouhal ·
Stuart ·
Suratman ·
Taylor ·
Ursell ·
Weber ·
Weissenberg ·
Womersley